# Międzynarodowa Nagroda Rozwoju Króla Baudouina
Międzynarodową Nagrodą Rozwoju Króla Baudouina – nagroda przyznawana przez King Baudouin Foundation. KBF to niezależna i pluralistyczna fundacja z siedzibą w Brukseli, która stawia sobie za cel służenie społeczeństwu oraz spójności społeczeństwa w Belgii i Europie. Fundacja została utworzona w 1976 r. z okazji 25-lecia panowania króla Baudouina. 
Nagroda jest przyznawaną co dwa lata przez Radę Zarządzającą Fundacji. 

## Byli zwycięzcy[2]
- 2018-19 - Wecyclers - Nigeria
- 2016-17 - BarefootLaw - Uganda, Farmerline - Ghana, Kytabu - Kenia
- 2014-15 – ADISCO – Burundi.
- 2012-13 – Bogaletch Gebre – Etiopia.
- 2010-11 – dr Denis Mukwege – Demokratyczna Republika Konga.
- 2008-09 – KBR68H – Indonezja.
- 2006-07 – Front Line – Irlandia.
- 2004-05 – Ousmane Sy – Mali.
- 2002-03 – Fairtrade Labeling Organizations International (FLO, sekretariat z siedzibą w Bonn) – Niemcy.
- 2000-01 – Fundecor (Fundación para el Desarrollo de la Cordillera Volcanica Central) – Kostaryka.
- 1998-99 – Komisja Praw Człowieka Pakistanu, pod przewodnictwem Pani Asmy Jahangir – Pakistan.
- 1996-97 – Ruch chłopów bezrolnych – Brazylia.
- 1992-93 – The Grameen Bank – Bangladesz.
- 1990-91 – The Kagiso Trust – Peace Foundation – South Africa.
- 1988-89 – Indyjska Rada Badań Rolniczych – Indie.
- 1986-87 – Międzynarodowa Fundacja Nauki – Szwecja.
- 1984-85 – dr Walter Plowright – Wielka Brytania.
- 1982–83 – dr AT Ariyaratne – Sri Lanka.
- 1980–81 – Paulo Freire – Brazylia.
- 1980–81 – Grupa konsultacyjna ds. Międzynarodowych badań rolniczych – (CGIAR).